# Bubbles (Schimpanse)
Bubbles (* 30. April 1983 in Austin, Texas) ist ein männlicher Schimpanse, der vor allem als Haustier des Popsängers Michael Jackson bekannt wurde.

## Leben
Bubbles wurde 1983 in einem biomedizinischen Versuchslabor in Austin geboren. Nachdem das Tier von seiner Mutter getrennt worden war, kaufte ein Hollywood-Tiertrainer den Schimpansen. Ein Jahr später kaufte Michael Jackson den Schimpansen und tourte in den nächsten vier Jahren mit ihm um die Welt, unter anderem durch Japan.

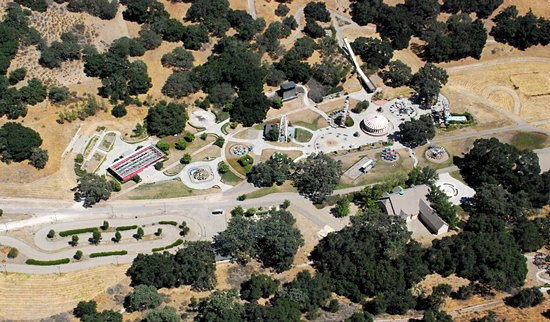
Luftaufnahme der Neverland-Ranch, wo Bubbles lange mit Michael Jackson und anderen Tieren lebte

### Leben auf der Neverland-Ranch (1988–2003)
Zunächst lebte Bubbles auf dem Anwesen der Jackson Family in Encino, Los Angeles, 1988 zog er dann mit Michael Jackson auf dessen kurz zuvor gekaufte Neverland-Ranch um, wo er bis in die späten 1990er Jahre lebte. Er durfte in einem Bett schlafen, während Mahlzeiten mit Jackson an einem Tisch sitzen oder im hauseigenen Kino Filme anschauen. Im Zuge des Gerichtsprozesses wegen des Vorwurfs des Kindesmissbrauchs sagte Jackson 2003 aus, Bubbles und die anderen Schimpansen, die bei ihm lebten, würden ihm helfen, sein Schlafzimmer zu putzen und Bubbles benutze sogar Jacksons Toilette.
Jacksons Mitarbeiter hingegen berichteten von sehr schlechtem Verhalten der Affen, die unter anderem Fäkalien an Wände geschmiert haben sollen. Ob sich diese Aussagen auf Bubbles oder auf andere Schimpansen beziehen, ist teilweise nicht klar.

### Leben auf Bob Dunns Ranch (2003–2005)
Jackson trennte sich 2003 von Bubbles, nachdem der Affe zunehmend aggressiver und für Menschen gefährlich geworden war. Jackson befürchtete, er könne seine Kinder Prince und Paris angreifen. Dieser Schritt fiel Jackson sehr schwer, da er davon ausgegangen war, dass der Affe bis zu seinem Tod bei ihm bleiben könne. Zunächst lebte Bubbles nun bei seinem Trainer Bob Dunn in Kalifornien. Dort soll Jackson den Affen gemeinsam mit seinen Kindern noch mehrfach besucht haben. Im Dezember 2003 wurde berichtet, Bubbles habe einen Suizidversuch begangen, woraufhin er in eine Klinik gebracht wurde.

### Leben im Center for Great Apes (seit 2005)
Im März 2005 zog Bubbles in das Center for Great Apes in Wauchula, Florida um, wo er mit rund 40 anderen Schimpansen lebt. Am liebsten soll Bubbles mit Sam, einem 40-jährigen Schimpansen, oben in einem Baum sitzen. Die Pfleger berichten, Bubbles sei nun „groß und hässlich“, habe aber einen „süßen Charakter“.
Im Juni 2010 wurde Bubbles von Michael Jacksons Schwester La Toya besucht, die eine recht enge Beziehung mit ihm aufgebaut hatte. Bubbles erkannte sie zwar, war aber, obwohl er früher eine Art Weltstar gewesen war, mittlerweile recht kamerascheu geworden.
Der Schimpanse wiegt 73 kg und kann für einen Preis von 10.000 US-Dollar für ein Jahr lang „adoptiert“ werden.
Man erhält ein Zertifikat, jedoch nicht die Möglichkeit, ihn aus seinem gewohnten Umkreis zu entfernen. Der Adoptierende darf eine Nacht auf dem Gelände verbringen.
Als Michael Jackson am 25. Juni 2009 starb, wurde berichtet, dass Bubbles nicht zu seiner Trauerfeier gebracht werden sollte.

„Bubbles vermisste [Jackson] definitiv, als sie sich trennten, und wird ihn jetzt vermissen. Schimpansen sind intelligent. Sie erinnern sich an Menschen und Gegenstände. Bubbles und Michael waren enge Freunde und Spielkameraden. Als Michael ihn das letzte Mal besuchte, erkannte Bubbles ihn definitiv und erinnerte sich an ihn. Michael betrachtete Bubbles als sein erstes Kind und ich hoffe, dass seine Kinder in Kontakt mit ihrem ‚Stiefbruder‘ bleiben.“

Laut der Website des Center for Great Apes wird Bubbles finanziell durch das Michael Jackson Estate unterstützt.

## An der Seite von Michael Jackson

### Musikvideos
In zwei Musikvideos zu Jacksons Album Bad (1987) tauchte Bubbles auf: Im Video zu Liberian Girl hat er einen Cameo-Auftritt und im Video zu Leave Me Alone, das bei den MTV Video Music Awards 1989 ausgezeichnet wurde, hat er eine größere Rolle. So fliegt er zusammen mit Jackson und der Schlange Muscles in einem kleinen Flugzeug durch die Gegend und ist angekettet zu sehen. In dem Song geht es um die Berichterstattung über Jackson, die Presse warf ihm nämlich unter anderem vor, seine Tiere schlecht zu behandeln. Im Video werden diese Vorwürfe überzeichnet dargestellt.

### Bad World Tour
Als die Bad World Tour begann, begleitete Bubbles Michael Jackson nach Tokio, wo sie sich eine Zwei-Zimmer-Suite teilten. Zusammen besuchten sie den Bürgermeister von Osaka, Yasushi Oshima, mit dem sie japanischen Grünen Tee tranken (auch Bubbles trank Tee). Bubbles saß dabei ruhig neben Jackson auf einem Stuhl. Oshima sagte, er und andere Offizielle seien „überrascht, den Schimpansen zu sehen, aber wir verstehen, dass er [Michaels] guter Freund ist... Das ist das erste Mal, dass ein Tier das Rathaus betritt“.
Bubbles konnte Jackson zwar durch Japan und einige andere Länder der Welt begleiten, nach Großbritannien und Schweden durfte er aber wegen der Gesetzeslage nicht einreisen.
Medienberichten zufolge hatte Bubbles zu der Zeit einen eigenen Bodyguard. Tatsächlich wurde er an Flughäfen teilweise von hunderten Fans begrüßt, selbst wenn Jackson in einem anderen Flugzeug anreiste.

## Bubbles in den Medien
Die Medien nutzten Bubbles oftmals, um Michael Jackson als Verrückten darzustellen. So etablierte sich in der Presse der Spitzname „Wacko Jacko“ („Verrückter Jackson“; oft auch nur „Jacko“), den Jackson als kränkend empfand, woraufhin er die Presse vergeblich bat, diesen Namen nicht mehr zu verwenden. Oft wurde mehr über Bubbles berichtet als über die Musik, mehrfach wurden von den Medien auch Geschichten erfunden, etwa dass Bubbles der Ringträger bei einer der Hochzeiten von Elizabeth Taylor, die am 6. Oktober 1991 auf Neverland stattfand, gewesen sei. Der Bericht war zwar nicht wahr, aber laut der New York Times „eine Idee, die einige Zeitungen zu reizvoll fanden, um nicht darüber zu berichten“.
Bubbles erlernte auch Michael Jacksons Signature Move, den Tanzschritt Moonwalk, den er der Presse häufig vorführte, einmal auch in der Show LIVE! Dick Clark presents..., die er ohne den King of Pop besuchte.
Der National Enquirer berichtete, der Musiker Prince, der eine Rivalität mit Jackson pflegte, habe versucht, Bubbles mit übernatürlichen Kräften verrückt zu machen. Jackson fand diese Geschichte lächerlich, seine Mitarbeiter berichteten, sie hätten ihn nie so sehr lachen gesehen.

### Prominente über Bubbles

#### Quincy Jones
Quincy Jones, der drei von Jacksons Alben produzierte, darunter das legendäre Thriller, hielt die öffentliche Berichterstattung über Bubbles für falsch.

„Die öffentliche Wahrnehmung dessen, was Michael als Mensch ist, wurde stark übertrieben. Diese Artikel sind für mich schwer nachzuvollziehen. Zum Beispiel ist Bubbles lustiger als eine Menge Leute, die ich kenne. Ich habe Bubbles auf einer Hochzeit in einem Smoking gesehen. Er hat tolle Tischmanieren.“

Jones kannte Bubbles recht gut, da Jackson sowohl Bubbles als auch seine Schlange „Muscles“ gerne ins Aufnahmestudio mitnahm.

#### Liz Taylor
Jackson brachte Bubbles einmal mit zum Haus seiner engsten Freundin Liz Taylor, die ihn auf einen Tee eingeladen hatte. Taylor störte sich nicht an der Anwesenheit des Schimpansen, vielmehr sagte sie, der Affe hätte bei einer Party zum Feiern und Bewerben des Albums Bad (1987) „den Raum gerockt“.

#### Kenny Rogers
Ende der 80er fotografierte Kenny Rogers Bubbles und Michael Jackson für sein Buch Your Friends And Mine. Rogers berichtete später: „Bubbles war so menschlich, dass es fast beängstigend war. Er nahm Christopher [Rogers' Sohn] an die Hand, ging hinüber zum Kühlschrank, öffnete ihn, nahm eine Banane heraus und reichte sie ihm. Christopher war erstaunt... wir alle waren es.“

#### Freddie Mercury
Nicht alle waren von Bubbles begeistert: Der Autor David Wigg berichtete, Freddie Mercury, der Lead-Sänger der britischen Band Queen, der Anfang der 80er zusammen mit Jackson die Single There Must Be More To Life Than This aufnahm, sei von der ständigen Anwesenheit von Bubbles im Studio, auf die Jackson bestand, sehr genervt gewesen. Insbesondere weil Jackson den Affen zwischen den Takes regelmäßig Sachen wie „Fandest du das nicht schön?“ oder „Denkst du, wir sollten das nochmal machen?“ fragte. Wigg zufolge hielt Mercury das nach ein paar Tagen nicht mehr aus: „Ich nehme nicht auf, wenn ein verdammter Schimpanse jeden Abend neben mir sitzt!“ Mercury verließ daraufhin das Projekt und veröffentlichte den Song 1985 als Solo-Künstler. Die Version mit Jackson zusammen gelangte zunächst nicht an die Öffentlichkeit, bis die verbleibenden Queen-Mitglieder Brian May und Roger Taylor die Aufnahme fanden, fertigstellten und 2014 auf dem Album Queen Forever veröffentlichten.

## Trivia
- Im November 1986 wurden unter dem Namen Michael's Pets Kuscheltiere auf den Markt gebracht, die von Jackson selbst designt wurden und einige seiner Haustiere darstellten. Pro verkauftem Stofftier wurde ein Dollar des Gewinns für wohltätige Zwecke gespendet. Auch Bubbles hatte ein Kuscheltier von sich selbst.
- Der US-amerikanische Künstler Jeff Koons schuf 1988 aus Porzellan die lebensgroße Skulptur Michael Jackson and Bubbles.[14] Das Unikat wurde 2001 von Sotheby’s in New York für 5,1 Millionen Dollar versteigert und befindet sich im Besitz der Broad Art Foundation von Eli Broad.[15] Im Besitz der Friedrich Christian Flick Collection ist die Skulptur Michael Jackson and Bubbles (Gold) von Paul McCarthy, die 1997 bis 1999 entstand.[16]

- Im Oktober 2009, kurz nach Jacksons Tod, veröffentlichte der Journalist John Blake das Buch Bubbles: My Secret Diary, From Swaziland to Neverland, das als Autobiographie von Bubbles gestaltet war. Das Buch dokumentiert fiktive „dunklere Aspekte“ von Bubbles’ Leben, wie „Bananensucht im Wert von 2.000 Dollar pro Tag, Depressionen, romantische Eroberungen und [seine] ‚bösartige Rivalität‘ mit Tarzan-Star Cheeta“.

„Hinter seinem scheinbar perfekten Leben mit glamourösen Freunden, vergoldeten Reifenschaukeln und persönlichen Köchen verbirgt sich eine dunkle Geschichte mit medizinischen Experimenten, Sucht und Verlust. Aber Bubbles hat gegen seine persönlichen und beruflichen Probleme angekämpft und ist mit der Hilfe seines Haustiers Michael Jackson größer als King Kong geworden – bildlich gesprochen“

- Bubbles verbringt heute gerne Zeit mit dem Malen von Bildern, von denen auch einige verkauft wurden.[17]